# Ulyana Gromova
Ulyana Matveevna Gromova, ucraino:Уляна Матвіївна Громова; russo:Ульяна Матвеевна Громова; (Pervomaiskyi, 3 gennaio 1924 – Krasnodon, 16 gennaio 1943), è stata una partigiana sovietica di origine ucraina uccisa dai nazisti durante la seconda guerra mondiale. Ha ricevuto, postumo, il titolo di Eroina dell'Unione Sovietica.

## Biografia
Gromova nacque da una famiglia della classe operaia il 3 gennaio 1924 nel villaggio di Pervomajskij (in italiano: "Primo maggio", chiamato così per la Giornata Internazionale del Lavoro) in quello che oggi è il Raion di Krasnodon dell'Oblast di Luhansk in Ucraina (allora nella RSS Ucraina dell'Unione Sovietica; la provincia di Lugansk non fu istituita fino al 1938).
Il padre di Gromova, Matthew Maximovich Gromov, nacque nel 1880 nella provincia di Poltava in Ucraina, allora parte dell'Impero russo. Il padre di Gromova prestò servizio nella guerra russo-giapponese del 1904-1905, poi si trasferì a Krasnodon e lavorò come minatore, ritirandosi nel 1937. La madre di Gromova (nata nel 1884) era casalinga; la famiglia ebbe cinque figli, di cui Ulyana era la più giovane. Nel marzo 1940 Ulyana Gromova si unì al Komsomol (Lega dei Giovani Comunisti).
Al momento dell'invasione tedesca dell'Unione Sovietica nel 1941, Gromova aveva 17 anni e frequentava la decima classe. Come molti dei suoi compagni di classe, lavorava nell'agricoltura per sostituire i lavoratori agricoli e si prendeva cura dei soldati feriti in ospedale (leggendo per loro, aiutandoli a scrivere lettere, e così via). Si diplomò al liceo con voti da buoni a eccellenti il 3 giugno 1942.

## Resistenza e arresto
Quando la sua provincia natale fu occupata dalle truppe tedesche, nel luglio 1942, Gromova non fu in grado di evacuare perché aveva bisogno di prendersi cura della madre malata. Insieme a Maya Peglivanovoy e Anatoly Popov, organizzò nel suo villaggio di dei giovani che entrarono a far parte nel settembre 1942 della "Giovane Guardia" della resistenza clandestina del Komsomol in Unione Sovietica.
Nell'ottobre 1942 Gromova fu eletta membro dello staff dell'organizzazione. Prese parte attiva ai preparativi per la resistenza armata, alla creazione e alla diffusione di volantini antinazisti, alla raccolta di medicine e alla campagna tra la popolazione, esortandola a non obbedire al nemico e a interrompere i piani per fornire materiale ai tedeschi e convincere i giovani sovietici a lavorare in Germania.
La notte del 7 novembre 1942 (alla vigilia del 25° anniversario della Rivoluzione d'Ottobre), Gromova e Popov issarono la bandiera rossa su un pozzo di tubi nella miniera numero 1 di Krasnodon occupata.
In città iniziarono gli arresti di massa di sospetti clandestini, e la "Giovane Guardia" sviluppò un piano di fuga per Gromova, che però fu arrestata dalle autorità tedesche il 10 gennaio 1943. Fu duramente picchiata e torturata durante gli interrogatori, ma non rivelò dettagli sulle attività della clandestinità. Fu appesa per i capelli, bruciata con ferri roventi, le fu tagliata una stella a cinque punte sulla schiena e la ferita fu strofinata con sale, subì una frattura al braccio e la rottura delle costole.

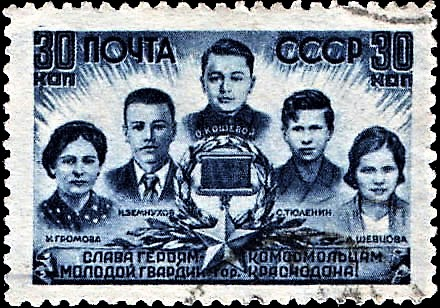
Francobollo sovietico del 1944 che commemora la Giovane Guardia di Krasnodon – Gromova è a sinistra

Sopportò stoicamente la sofferenza e rallegrò persino i suoi compagni imprigionati recitando il poema epico di Lermontov Demon, che conosceva a memoria. Anche nel biglietto che riuscì a passare segretamente ai suoi parenti, sapendo che la sua morte era vicina, espresse la fede nella vittoria e chiese a suo fratello Eliseo di difendere fermamente la sua patria.

## Esecuzione
Il 16 gennaio 1943 Gromova, insieme ad altri membri della "Giovane Guardia", fu giustiziata e il suo corpo gettato nella fossa di 58 metri della miniera numero 5 a Krasnodon.
Dopo la liberazione di Krasnodon (avvenuta il 14 febbraio 1943), Gromova fu sepolta con gli onori militari il 1º marzo 1943 in una fossa comune di eroi patriottici nella piazza centrale di Krasnodon, dove fu eretto un memoriale alla "Giovane Guardia".

## Riconoscimenti
- Eroe dell'Unione Sovietica
- Ordine di Lenin
- Medaglia "Partigiana della Guerra Patriottica" di prima classe

## Commemorazione
Gromova è un personaggio (insieme ad altri personaggi sia reali che immaginari) del romanzo di Aleksandr Fadeyev del 1946 La giovane guardia, che è stato incluso nei programmi scolastici. Nel film del 1948 La giovane guardia, tratto dal romanzo di Fadeyev, Gromova è interpretata da Nonna Mordyukova al suo debutto cinematografico.
In molte città dell'ex Unione Sovietica ci sono strade intitolate a Gromova e memoriali a lei dedicati. Ad esempio, a Nizhny Tagil c'è via Ulyana Gromova, allo stesso modo a Kaliningrad una strada trafficata porta il suo nome.
Il 1º luglio 1986 la nave "Ulyana Gromova" (un rimorchiatore fluviale) è stata varata a Peleduy, una città della Repubblica di Sacha.
Nel dicembre 2022 la via Ulyana Gromova a Kiev, in Ucraina, è stata rinominata via Kateryna Stupnytska.